# Allocation de recherche
En France, une allocation de recherche est une somme d'argent attribuée sous forme de salaire à un chercheur. Actuellement, les allocations de recherches sont destinées dans leur très grande majorité aux doctorants dans le cadre d'un contrat de travail à durée déterminée de droit public en général d'une durée de trois ans. Les allocataires de recherche relevant du décret 85-402 (dit allocataires du ministère de la recherche) reçoivent pour leurs travaux de recherche un salaire annuel brut de 19 800 € (octobre 2007, soit 1,29 smic). Ce contrat donne lieu à la protection sociale de droit commun. L'allocataire de recherche possède le statut d’agent contractuel non titulaire de droit public de l’État. Outre le ministère chargé de la recherche, d'autres organismes, tels que les conseils régionaux, distribuent des allocations de recherche. Depuis 2009, les divers contrats spécifiques associés aux allocations de recherche sont progressivement remplacés par le contrat doctoral.
La répartition suivant les domaines universitaires des 4 005 allocataires de recherche relevant du décret 85-402 recrutés en 2005 était la suivante : sciences et ingénierie 70 % (2 797), sciences humaines et humanités 16 % (641), sciences de la société 14 % (565).

## Historique

### Allocations de recherche de la Caisse nationale des sciences puis du CNRS
C'est en 1931, avec la création de la Caisse nationale des sciences, qu'apparaissent en France des « allocations de recherche », sommes d'argent allouées à des scientifiques « qui prennent l'engagement d'honneur de consacrer tout leur temps à la recherche scientifique ». « Dès l'origine, l'allocation de recherche est avant tout une bourse de thèse ». 200 allocations de recherche sont ainsi distribuées en 1931. Des allocations réduites, dont le montant est en principe du quart à la moitié de celui de l'allocation de recherche classique, peuvent être attribuées à des savants « qui exercent déjà une profession et qui prennent l'engagement de consacrer à la recherche tout le temps que leur laisse cette profession ». Ces allocations étaient renouvelables annuellement. Le montant des allocations de recherche était réparti selon quatre rangs, boursier de recherche, chargé, maître et directeur de recherches. En 1945, « afin de faire de ceux-ci dès leur recrutement de véritables professionnels », Frédéric Joliot transforme l'appellation de « boursier de recherche » en « attaché de recherche » car, dit-il, « les candidats ne doivent pas avoir l'impression qu'ils sollicitent une faveur, mais que leur rémunération est la contrepartie d'une activité primordiale au point de vue national ». Ainsi jusqu'en 1958, le terme « allocation de recherche » désigne le salaire versé à un chercheur du Centre national de la recherche scientifique. En 1958 le personnel de recherche du CNRS comprenait 71 % de doctorants (stagiaires et attachés de recherche). « Initialement limitée à deux ans, la période pendant laquelle on peut rester attaché [de recherche] a dérivé vers les prolongations, elle peut atteindre 8 ans au début des années 66 ». « Dans le courant des années 1950, environ la moitié des chercheurs recrutés comme attachés ne restent pas au [CNRS]. » En sciences « dures », les jeunes licenciés deviennent attachés de recherche dès leur sortie de l'université et ne restent donc employés du CNRS que « le temps de leur thèse, 5 ou 6 ans ». Ceux qui obtienne le doctorat ès sciences dans ces délais et se sentent véritablement une vocation universitaire « trouvent sans grande difficulté un poste de maître de conférences après avoir attendu quelques années supplémentaires comme chargés de recherche ». « Le CNRS permet ainsi à des jeunes de faire leur thèse sans avoir à assurer un enseignement dans les établissements du secondaires ou du supérieur ». En 1960, les attachés de recherche représentent près de 70 % des chercheurs du CNRS (chargés de recherche 20,6 %, maître et directeur de recherche 11 %), à l'inverse, les assistants des facultés ne représentent qu'à peine 35 % des effectifs des enseignants universitaires. En valeur absolue, en 1960 les assistants des facultés sont seulement 1,5 fois plus (3 500) que les attachés de recherche du CNRS (2 240). La proportion des attachés de recherche tend au cours des années à diminuer au profit de la création de postes permanents de chargé de recherche, ainsi en 1969 la proportion d'attachés de recherche parmi l'ensemble des chercheurs du CNRS est passée à 51 % (chargé de recherche 33 %, maître et directeur de recherche 16 %).
En 1980, les attachés de recherche représentent encore près de la moitié des effectifs de chercheurs du CNRS en mathématiques, et près du quart dans les autres disciplines de science exacte, il représente également près de la moitié en histoire et en géographie. Les postes d'attachés de recherches furent supprimés en 1984 lors du passage au statut de fonctionnaire du personnel des EPST. Les doctorants contractuels du CNRS sont en 2007 environ 1 700 et ne représentent plus que 11 % de l'effectif total des chercheurs (contre 70 % en 1960).
En 1972, un nouveau type d'allocation de recherche est créée par le CNRS, une allocation de recherche réservée aux titulaires d'un diplôme d'ingénieur « qui se destinent à des professions du secteur industriel et plus généralement du secteur productif, et qui désirent acquérir une formation de recherche ». La durée d'attribution est alors d'un an renouvelable deux fois, voire exceptionnellement trois fois, et son montant est de 2000 F en 1972-73 soit 2,3 fois le SMIC de l'époque.

### Allocations de recherche du ministère de l'enseignement supérieur
Les allocations de recherche du ministère de l'enseignement supérieur ont été mises en place par la secrétaire d'État aux universités Alice Saunier-Seïté en 1976 afin d'« assurer la formation par la recherche des diplômés de l'enseignement supérieur au niveau de la thèse de troisième cycle et de favoriser leur orientation tant vers les activités de recherche que vers d'autres activités de l'économie nationale ». 1 500 postes d'allocataires de recherche ont ainsi été créés en 1976. Il s'agissait, selon l'article 3 du décret, d'un « contrat de travail » de « droit privé » entre l'allocataire et l'État, représenté par le recteur de l'académie. Sa durée était de deux ans, correspondant à la durée de préparation du doctorat de Troisième cycle universitaire alors recommandée. La préparation des thèses de doctorat d'État demeurait quant à elle sous le statut d'attaché de recherche, d'assistant ou de maître-assistant.
La loi no 82-610 du 15 juillet 1982 d'orientation et de programmation pour la recherche et le développement technologique de la France introduit dans son article 23 que :

« Afin de lever l'un des obstacles qui s'opposent à un développement rapide de l'effort national de recherche, et afin de démocratiser et de faciliter l'accès à la formation par la recherche, des allocations individuelles spécifiques sont attribuées, sur des critères de qualité scientifique ou technique, par l'État ou les organismes de recherche. Les bénéficiaires de ces allocations ont droit à la protection sociale de droit commun. Nonobstant toutes dispositions contraires, ils sont titulaires de contrats à durée déterminée couvrant la période de formation. »

Les annexes aux texte de loi précise ainsi dans leur chapitre concernant l'effort public de recherche, la programmation des effectifs :

« La relance de l'emploi scientifique devra pouvoir s'appuyer sur des formations de qualité en nombre suffisant. Un effort considérable sera effectué dans le domaine des aides à la formation par la recherche. L'action du système éducatif sera relayée et amplifiée par celle du ministère de la recherche et de la technologie. Le nombre des aides publiques à la formation sera doublé d'ici à 1985, leur montant réévalué à un niveau comparable à la rémunération d'un jeune chercheur ou ingénieur débutant. En particulier, le nombre des ingénieurs formés par la recherche à l'issue de leur scolarité sera porté de 500 à 1 500 par an. Un effort particulier sera réalisé pour favoriser la formation de jeunes certifiés et agrégés. Un contingent de 10 p. 100 du total des aides publiques à la formation par la recherche sera réservé au renforcement des secteurs prioritaires ou en voie d'émergence. »

puis dans leur chapitre sur le personnel de la recherche :

« L'apprentissage de la recherche implique que les étudiants s'y consacrent pleinement. À cet effet ils peuvent bénéficier d'aides à la formation. L'augmentation du nombre et du taux des aides constitue une des conditions de la démocratisation de l'accès à la formation par la recherche et une nécessité pour assurer un flux suffisant de personnes formées par la recherche.
Les aides attribuées après le diplôme d'études approfondies garantiront à leurs bénéficiaires, pendant la durée de la formation, la protection sociale de droit commun et une rémunération comparable à celle d'un jeune chercheur ou ingénieur débutant. L'ensemble de ces aides postérieures au diplôme d'études approfondies constituera un système pluraliste et diversifié qui sera coordonné par le ministère de la recherche et de la technologie. Ainsi la liaison avec les priorités nationales en matière de recherche et de technologie, et notamment avec les programmes mobilisateurs, sera-t-elle assurée. »

Le décret de 1976 est remplacé par un nouveau décret en 1985 faisant passer la « durée maximale de versement de l'allocation de recherche » à trois ans, en conjonction avec l'introduction du nouveau doctorat (loi Savary 1984) dont la durée de préparation de la thèse recommandée était de 2 ans minimum à 4 ans maximum.
En 2009, l'allocation de recherche et le monitorat d'initiation à l'enseignement supérieur sont remplacés par le contrat doctoral.

## Montant
Sa rémunération correspondait en 1976 à 1,5 fois le SMIC de l'époque. Comme aucun mécanisme d'indexation n'avait été prévu, cette rémunération s'est dévalorisée au fil du temps.
Depuis la loi de programme pour la recherche de 2006, le montant du salaire de l'allocation de recherche est indexé sur l'évolution des rémunérations de la fonction publique.
Le montant de l'allocation a été revalorisé nettement en 1989, puis est resté inchangé durant toute la décennie 1990. Depuis 2001, des revalorisations régulières ont à nouveau été faites.
Les deux dernières en date sont intervenues au début de l'année 2006 (+ 8 %) puis au 1er février 2007 passant le montant mensuel brut de 1 417,38 euros à 1 530,77 euros. En mars 2006, le ministre délégué à l'enseignement supérieur et à la recherche François Goulard s'était engagé, au nom du Gouvernement, à ce que le montant de l'allocation soit porté à un niveau supérieur à 1,5 fois le SMIC au 1er janvier 2007. Dans le projet de loi de finance 2007, le montant de la troisième année d'allocation devait s'élever à environ 1 920 € brut/mois, soit 1,5 fois le SMIC (35 h), à partir du 1er octobre 2007.
Finalement, l'allocation de recherche n'a été revalorisée que de 8 % le 1er octobre 2007, passant à 1 650 euros brut par mois soit 19 800 euros brut par an ou encore 1,29 fois le SMIC, et ce, pour les trois années d'allocation.

## Condition pour postuler
Pour en bénéficier, le candidat doit être admis à s'inscrire en doctorat et avoir obtenu un « master à finalité recherche » ou sa dispense l'année précédant l'inscription. Toutefois, des dérogations sont possibles. Les conditions sont fixées par l'arrêté du 31 mars 1992, cet arrêté n'a pas été mis à jour après à la création du diplôme de master et le nouvel arrêté sur le doctorat ne restreint plus l'inscription non dérogatoire au titulaire du master recherche.

## Répartition et attribution
Le ministre chargé de l'enseignement supérieur et le ministre chargé de la recherche, après avis de la commission consultative des allocations de recherche, déterminent les établissements dans lesquels des allocataires peuvent être inscrits pour la préparation de leur thèse. Le ministre chargé de la recherche fixe pour chacun d'entre eux le nombre d'allocations et, le cas échéant, la répartition de celles-ci entre les écoles doctorales, les différents thèmes ou les différents laboratoires publics ou privés dans lesquels les allocataires poursuivront leurs travaux.
L'attribution individuelle des allocations de recherche est effectuée par le chef d'établissement sur proposition du directeur de l'école doctorale en accord avec le directeur de thèse et de la personne morale publique ou privée dans les laboratoires de laquelle l'allocataire poursuivra ses travaux de recherche.
4 003 allocations de recherche ont été réparties à la rentrée 2005 par le ministère de l’éducation nationale, de l’enseignement supérieur et de la recherche entre les écoles doctorales des établissements d’enseignement supérieur relevant de dix grands secteurs scientifiques.
- 772 étaient destinées à des doctorants relevant du secteur biologie, médecine, santé, soit 19,3 % ;
- 641 pour des doctorants relevant du secteur sciences humaines et humanités, soit 16 % ;
- 565 pour des doctorants relevant du secteur sciences de la société, soit 14,1 % ;
- 477 pour des doctorants relevant du secteur sciences et technologies de l’information et de la communication, soit 11,9 % ;
- 368 pour des doctorants relevant du secteur chimie, soit 9,2 % ;
- 341 pour des doctorants relevant du secteur sciences pour l’ingénieur, soit 8,5 % ;
- 300 pour des doctorants relevant du secteur physique, soit 7,5 % ;
- 213 pour des doctorants relevant du secteur sciences de la terre et de l’univers, espace, soit 5,3 % ;
- 207 pour des doctorants relevant du secteur mathématiques et leurs interactions, soit 5,2 % et
- 119 pour des doctorants relevant du secteur sciences agronomiques et écologiques, soit 3 %.

À la rentrée 2007, sur les 4 000 allocations de recherche à répartir, 500 seront réservées aux élèves des écoles normales supérieures et de l’École polytechnique, 30 seront consacrées aux actions de coopération internationale, alors que 3 470 seront attribuées aux établissements d’enseignement supérieur et aux écoles doctorales.
La répartition de ce dernier contingent est effectuée en deux temps :
1. Environ 85 % lors de la première session :
  - 70 % aux écoles doctorales,
  - 15 % aux chefs d’établissement ;
2. Environ 15 % lors de la deuxième session organisée en juillet ou septembre, attribuées aux écoles doctorales, fléchées sur des laboratoires et des sujets de thèse de doctorat.

## Statut de l'allocataire
Le bénéficiaire d'une allocation de recherche a le statut de salarié. L'allocation est imposable au titre de l'impôt sur le revenu, et l'allocataire reçoit une fiche de paie.
L'allocataire relève du régime général de la sécurité sociale, ou en Alsace-Moselle au régime local de la sécurité sociale. Après six mois de fonction, l'allocataire a droit à un congé maternité. C'est la CAF qui verse les prestations familiales auxquelles peut prétendre l'allocataire. Les cotisations retraite sont versées à l'URSSAF (régime général des salariés) et à l'IRCANTEC (caisse de retraite complémentaire des agents non titulaires de l'État).
Le contrat d'allocataire ne peut être interrompu provisoirement et la rupture du contrat à l'initiative de l'allocataire est soumise à un préavis et éventuellement à des pénalités. Le directeur de l'école doctorale peut également proposer une résiliation du contrat, de manière automatique en cas de manquement aux termes du contrat. Le contrat peut être exceptionnellement prolongé si un congé maternité, un congé maladie de plus de quatre mois consécutifs ou un congé de deux mois ou plus suivant un accident du travail a été accordé au cours du contrat et que l'allocataire en fait la demande moins de deux mois avant la fin du contrat. Cette prolongation est alors égale à la durée du congé, sans excéder une année.
Le service effectué sous contrat d'allocataire peut être intégré au calcul du montant de la pension civile et de l'ancienneté si l'allocataire devient fonctionnaire.

## Commission consultative des allocations de recherche
L'organisation et le fonctionnement de la commission consultative des allocations de recherche sont fixés par l'arrêté du 5 mars 1993 modifié.
Composition :
- membres de droit :
  - le directeur général de la recherche du ministère de l'éducation nationale, de la recherche et de la technologie, président,
  - le directeur de la technologie ou son représentant,
  - le directeur de l'enseignement supérieur ou son représentant,
  - le directeur des personnels enseignants ou son représentant,
  - un recteur d'académie désigné par le ministre chargé de l'enseignement supérieur,
  - le délégué aux relations internationales et à la coopération ou son représentant,
  - un directeur de centre d'initiation à l'enseignement supérieur désigné par le ministre chargé de l'enseignement supérieur,
  - les sept directeurs des départements scientifiques de la direction de la recherche ou leurs représentants ;
- huit représentants du monde du travail, des secteurs sociaux et culturels et des régions, désignés par le ministre chargé de la recherche, pour une durée de quatre ans ;
- quinze personnalités scientifiques, dont sept désignées par le ministre chargé de l'enseignement supérieur, huit par le ministre chargé de la recherche. Ces membres sont désignés pour une durée de quatre ans.

## Activités complémentaires des allocataires
Les allocataires de recherche ont la possibilité de devenir en parallèle moniteur de l'enseignement supérieur afin d'acquérir de l'expérience en enseignement. Ils peuvent également devenir enseignant vacataire dans un établissement d'enseignement supérieur (dans la limite de 96 heures de travaux dirigés dans l'année). Ils participent aux activités organisées par le centre de recherche auquel ils sont rattachés.

## Texte réglementaire
L'allocation de recherche était régie par le décret 85-402 du 3 avril 1985, abrogé par le Décret no 2009-464 du 23 avril 2009 relatif aux doctorants contractuels des établissements publics d'enseignement supérieur ou de recherche.